# Vagas Ferguson
(en) Statistiques sur pro-football-reference
Vasquero Diaz "Vagas" Ferguson (né le 6 mars 1957 à Richmond dans l'Indiana) est un joueur américain de football américain.

## Carrière

### Université
Ferguson fait ses études dans la prestigieuse université de Notre Dame et fait partie de l'équipe universitaire au poste de cornerback. En 1979, Ferguson est désigné comme All-américa.
Ses performances lui valent de faire parler de lui, se classant cinquième au classement universitaire pour les rushs ainsi qu'une cinquième place au trophée Heisman de 1979. Il inscrit son nom dans les records de son université, raflant la troisième place au total de yards parcourus avec l'équipe (3 472 yards) pour une moyenne de 5,2 yards par ballon.

### NFL
Ses performances sur les pelouses universitaires lui donnent le statut de favoris pour le draft de 1980. Il est désigné au premier tour au vingt-cinquième choix par les Patriots de la Nouvelle-Angleterre. Lors de sa première saison, il joue tous les matchs inscrivant deux touchdowns pour 211 ballons reçus et 818 yards. Malgré ces statistiques, Ferguson fait trois fumbles lors de cette saison, venant « salir » son tableau.
Ferguson ne passe plus de saison aussi bonne que celle de 1980 ; il ne dispute que cinq matchs comme titulaire en 1981 pour trois touchdowns et un fumble laissant sa place à Tony Collins. La saison 1982 est très mauvaise : il ne joue que deux matchs. En 1983, il signe pour les Browns de Cleveland avant de se diriger vers les Houston Oilers ; ces deux passages se concluront par un match par équipe.
Ferguson met un terme à sa carrière de footballeur avant le début de la saison 1984.

## Palmarès
- 5e du trophée Heisman 1979
- Intronisé au Indiana Football Hall of Fame